# Póvoa de Atalaia e Atalaia do Campo
Póvoa de Atalaia e Atalaia do Campo (llamada oficialmente União das Freguesias de Póvoa de Atalaia e Atalaia do Campo) es una freguesia portuguesa del municipio de Fundão, distrito de Castelo Branco.

## Historia
Fue creada el 28 de enero de 2013 en aplicación de una resolución de la Asamblea de la República de Portugal promulgada el 16 de enero de 2013 con la unión de las freguesias de Atalaia do Campo y Póvoa de Atalaia, pasando su sede a estar situada en la antigua freguesia de Póvoa de Atalaia.

## Demografía
| Gráfica de evolución demográfica de Póvoa de Atalaia e Atalaia do Campo entre 2011 y 2021 |
|                                                                                           |
| Datos según el nomenclátor publicado por el INE portugués.                                |